# Região Metropolitana de Gurupi
A Região Metropolitana de Gurupi é uma região metropolitana no estado do Tocantins, instituída pela Lei Complementar nº 93, de 3 de abril de 2014. A área é formada por 18 municípios do sudoeste do Tocantins.

## Municípios
A seguir, estão listados os municípios que compõem a região metropolitana, e seus respectivos dados de População, PIB, PIB per capita e IDH-M.
| Município                 | População (2021) | PIB (R$ 1.000) (2019) | PIB per capita (R$) (2019) | IDHM (2010) |
| ------------------------- | ---------------- | --------------------- | -------------------------- | ----------- |
| Aliança do Tocantins      | 5.303            | 109.341,46            | 20.285,98                  | 0,663       |
| Alvorada                  | 8.381            | 335.010,84            | 39.825,35                  | 0,708       |
| Araguaçu                  | 8.418            | 449.448,34            | 52.770,73                  | 0,675       |
| Cariri do Tocantins       | 4.499            | 364.639,00            | 83.212,92                  | 0,662       |
| Crixás do Tocantins       | 1.749            | 48.421,30             | 28.119,22                  | 0,644       |
| Dueré                     | 4.686            | 127.023,56            | 27.107,03                  | 0,679       |
| Figueirópolis             | 5.222            | 183.627,53            | 34.890,28                  | 0,689       |
| Formoso do Araguaia       | 18.358           | 365.806,46            | 19.837,66                  | 0,670       |
| Gurupi                    | 88.428           | 2.325.922,64          | 26.843,66                  | 0,759       |
| Jaú do Tocantins          | 3.906            | 63.997,65             | 16.627,08                  | 0,662       |
| Lagoa da Confusão         | 13.989           | 527.336,01            | 39.480,12                  | 0,627       |
| Palmeirópolis             | 7.694            | 124.922,24            | 16.310,52                  | 0,673       |
| Peixe                     | 11.996           | 754.101,53            | 64.184,32                  | 0,674       |
| Sandolândia               | 3.371            | 78.445,60             | 23.243,14                  | 0,659       |
| São Salvador do Tocantins | 3.106            | 36.386,75             | 11.806,21                  | 0,605       |
| São Valério               | 3.848            | 94.746,07             | 23.925,77                  | 0,543       |
| Sucupira                  | 2.007            | 61.841,16             | 31.455,32                  | 0,667       |
| Talismã                   | 2.831            | 89.542,04             | 32.059,45                  | 0,654       |